# سودیتسه (ناحیه بلانسکو)
سودیتسه (به چکی: Sudice) یک منطقهٔ مسکونی در جمهوری چک است که در ناحیه بلانسکو واقع شده‌است. سودیتسه ۵٫۳۹ کیلومتر مربع مساحت و ۴۴۵ نفر جمعیت دارد و ۳۶۳ متر بالاتر از سطح دریا واقع شده‌است.